# 春风劳动争议服务部
春风劳动争议服务部，成立于2005年，是一个位于广东省深圳市的外来工提供服务社会组织，包括为外来工做法律代理和法律培训等。创办人张治儒原本是一名普通的外来工，受工伤后，开始学习法律维权并胜诉，其后创办了春风劳动争议服务部，想帮助其他相似遭遇的工友。组织的工作人员只有三人，但有90多名登记的志愿者。
因长期参与劳工维权，该组织长年遭到警察的盘查。2019年1月20日，负责人张治儒因声援佳士工潮而被警察抓捕，后被判刑。

## 基本情况
创办人张治儒原本是珠三角的外来工，受工伤后，开始自学法律维权，期间认识了大量工友，这些工友大多不懂法律，难以维权，而张治儒案件胜诉后，他有了信心可以帮助其他工友。在2004年，张治儒组织了“深圳外来工协会”，并两次发起《取消劳动仲裁处理费，减轻劳动者维权成本》的签名活动，其后组织被取缔。
其后，在2005年，他成立春风劳动争议服务部，做法律援助服务。春风劳动争议服务部最初以是免费为外来工代理维权案件，后因资金困难，改为有偿服务和免费服务搭配的方式，对有严重工伤的、月收入在最低工资以下的、未成年的这三类工友，提供免费服务，有支付能力的工友则收取5%至30%的代理费用。
该组织的主要业务有四个方向，分别是法律代理、法律培训、工伤探访和文化活动。此外，春风劳动争议服务部也会进行法律游说工作，包括倡议废除劳动仲裁收费和废除劳务派遣。
在2009年至2011年，春风劳动争议服务部曾尝试把业务拓展到东莞，但每次都遭到房东逼迁，而无法成型。

## 困境
春风劳动争议服务部长期面临资金困难，其收入来源无法完全承担房租、水电、伙食和工作人员的交通等行政开支，其中25%的收入来自成员家属的救济。因接收境外资金的资助，春风劳动争议服务部长期受到警察盘查，后因压力而停止接收境外资助。
2019年1月，因声援佳士工潮，春风劳动争议服务部负责人张治儒被警方拘留，其后涉嫌聚众扰乱社会秩序罪被拘捕。2020年，张治儒被判处有期徒刑三年，缓刑四年，在被羁押15个月后获释。

## 重要事件

#### 协助裕元鞋业工人罢工
2014年，春风劳动争议服务部协助东莞裕元鞋厂工人的罢工维权，工人因不满厂方未缴纳足额的社保和公积金而罢工，估计有4万至5万名工人参与。
协助此次罢工事件后，春风劳动争议服务部负责人张治儒被国家安全人员要求公开声明不再参加这次罢工事件，他拒绝后，被带走两天。春风劳动争议服务部职员林东也因腾讯QQ群中传播罢工信息，而被警察抓捕，被指控散播谣言。后警方因证据不足，释放了林东。